# Pyura chilensis
Pyura chilensis är en sjöpungsart som beskrevs av Molina 1782. Pyura chilensis ingår i släktet Pyura och familjen lädermantlade sjöpungar. Inga underarter finns listade i Catalogue of Life.